# Alpiner Skieuropacup 1990/91
Gesamt- und Disziplinenwertungen der Saison 1990/1991 des Alpinen Skieuropacups.

## Europacupwertungen

### Gesamtwertung
| Rang | Name              | Land        | Punkte |
| ---- | ----------------- | ----------- | ------ |
| 1    | Tobias Barnerssoi | Deutschland | 123    |
| 1    | Markus Eberle     | Österreich  | 123    |
| 3    | Marcel Sulliger   | Schweiz     | 109    |
| 4    | Dietmar Thöni     | Österreich  | 096    |
| 5    | Fabrizio Tescari  | Italien     | 083    |
| 6    | Matteo Belfrond   | Italien     | 082    |
| 6    | Christophe Plé    | Frankreich  | 082    |
| 8    | Franz Retzer      | Deutschland | 080    |
| 9    | Hans Pieren       | Schweiz     | 078    |
| 100  | Urs Lehmann       | Schweiz     | 077    |

| Rang | Name                   | Land        | Punkte |
| ---- | ---------------------- | ----------- | ------ |
| 1    | Alexandra Meissnitzer  | Österreich  | 250    |
| 2    | Manuela Lieb           | Österreich  | 197    |
| 3    | Katrin Neuenschwander  | Schweiz     | 183    |
| 4    | Annelise Coberger      | Neuseeland  | 148    |
| 5    | Michaela Dorfmeister   | Österreich  | 137    |
| 6    | Christine von Grünigen | Schweiz     | 119    |
| 7    | Urška Hrovat           | Jugoslawien | 116    |
| 8    | Gabriela Zingre-Graf   | Schweiz     | 111    |
| 9    | Barbara Brlec          | Jugoslawien | 099    |
| 100  | Karin Köllerer         | Österreich  | 093    |

### Abfahrt
| Rang | Name              | Land       | Punkte |
| ---- | ----------------- | ---------- | ------ |
| 1    | Christophe Plé    | Frankreich | 82     |
| 2    | Urs Lehmann       | Schweiz    | 77     |
| 3    | Bernd Simonlehner | Österreich | 70     |
| 4    | Hannes Trinkl     | Österreich | 65     |
| 5    | Franco Cavegn     | Schweiz    | 51     |

| Rang | Name                 | Land        | Punkte |
| ---- | -------------------- | ----------- | ------ |
| 1    | Gabriele Papp        | Österreich  | 60     |
| 2    | Michaela Dorfmeister | Österreich  | 51     |
| 3    | Swetlana Gladyschewa | Sowjetunion | 50     |
| 4    | Marie-Pierre Schule  | Frankreich  | 44     |
| 5    | Isabel Picenoni      | Schweiz     | 42     |

### Super-G
| Rang | Name           | Land        | Punkte |
| ---- | -------------- | ----------- | ------ |
| 1    | Jérôme Noviant | Frankreich  | 53     |
| 2    | Marco Hangl    | Schweiz     | 48     |
| 3    | Franz Retzer   | Deutschland | 47     |
| 4    | Richard Kröll  | Österreich  | 40     |
| 5    | Didier Paget   | Frankreich  | 34     |

| Rang | Name                  | Land        | Punkte |
| ---- | --------------------- | ----------- | ------ |
| 1    | Alexandra Meissnitzer | Österreich  | 96     |
| 2    | Michaela Dorfmeister  | Österreich  | 82     |
| 3    | Andrea Salvenmoser    | Österreich  | 69     |
| 4    | Manuela Lieb          | Österreich  | 56     |
| 4    | Regina Häusl          | Deutschland | 56     |

### Riesenslalom
| Rang | Name              | Land        | Punkte |
| ---- | ----------------- | ----------- | ------ |
| 1    | Tobias Barnerssoi | Deutschland | 123    |
| 2    | Patrick Wirth     | Österreich  | 075    |
| 3    | Hans Pieren       | Schweiz     | 072    |
| 4    | Matteo Belfrond   | Italien     | 065    |
| 5    | Markus Eberle     | Österreich  | 058    |

| Rang | Name                  | Land        | Punkte |
| ---- | --------------------- | ----------- | ------ |
| 1    | Alexandra Meissnitzer | Österreich  | 119    |
| 2    | Barbara Brlec         | Jugoslawien | 099    |
| 3    | Marianne Aam          | Norwegen    | 077    |
| 4    | Manuela Lieb          | Österreich  | 072    |
| 5    | Marcella Biondi       | Italien     | 066    |

### Slalom
| Rang | Name                | Land       | Punkte |
| ---- | ------------------- | ---------- | ------ |
| 1    | Dietmar Thöni       | Österreich | 70     |
| 2    | Alain Untergassmair | Italien    | 64     |
| 3    | Dietmar Köhlbichler | Österreich | 61     |
| 3    | Fabrizio Tescari    | Italien    | 61     |
| 5    | Oliver Künzi        | Schweiz    | 59     |
| 5    | Christophe Berra    | Schweiz    | 59     |

| Rang | Name                   | Land       | Punkte |
| ---- | ---------------------- | ---------- | ------ |
| 1    | Annelise Coberger      | Neuseeland | 148    |
| 2    | Katrin Neuenschwander  | Schweiz    | 125    |
| 3    | Christine von Grünigen | Schweiz    | 106    |
| 4    | Gabriela Zingre-Graf   | Schweiz    | 086    |
| 5    | Manuela Lieb           | Österreich | 069    |